# 24h Le Mans 1961

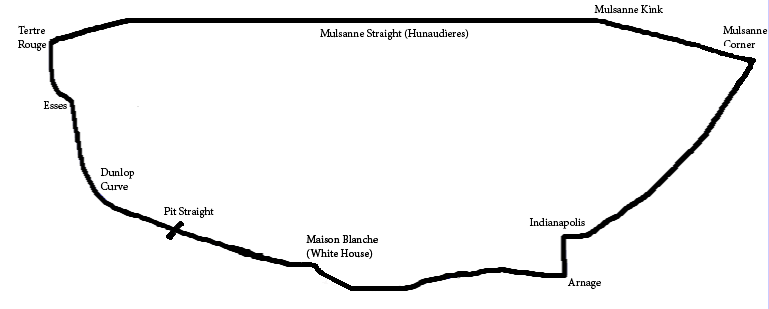
Tor Circuit de la Sarthe

24h Le Mans 1961 – 24–godzinny wyścig rozegrany na torze Circuit de la Sarthe w dniach 10–11 czerwca 1961 roku. Był czwartą rundą Mistrzostw Świata Samochodów Sportowych.

## Wyniki
Źródło: experiencelemans.com
| Poz. | Klasa  | Nr | Zespół                                                   | Kierowcy                                 | Nadwozie                  | Silnik                   | Okr. |
| ---- | ------ | -- | -------------------------------------------------------- | ---------------------------------------- | ------------------------- | ------------------------ | ---- |
| 1    | S 3.0  | 10 | Scuderia Ferrari                                         | Olivier Gendebien Phil Hill              | Ferrari 250 TRI/61        | Ferrari 3.0L V12         | 333  |
| 2    | S 3.0  | 11 | Scuderia Ferrari                                         | Willy Mairesse Mike Parkes               | Ferrari 250 TRI/61        | Ferrari 3.0L V12         | 330  |
| 3    | GT 3.0 | 14 | Pierre Noblet                                            | Pierre Noblet Jean Guichet               | Ferrari 250GT SWB         | Ferrari 3.0L V12         | 317  |
| 4    | S 3.0  | 7  | Briggs Cunningham                                        | Augie Pabst Richard Thompson             | Maserati Tipo 63          | Maserati 3.0L V12        | 311  |
| 5    | S 2.0  | 33 | Porsche System Engineering                               | Masten Gregory Bob Holbert               | Porsche 718/4 RS Spyder   | Porsche 2.0L Flat-4      | 309  |
| 6    | GT 3.0 | 20 | North American Racing Team (NART) Equipe Nationale Belge | Bob Grossman André Pilette               | Ferrari 250 GT SWB        | Ferrari 3.0 L V12        | 309  |
| 7    | S 2.0  | 32 | Porsche System Engineering                               | Edgar Barth Hans Herrmann                | Porsche 718/4 RS Coupe    | Porsche 1.6 L Flat-4     | 306  |
| 8    | S 2.0  | 24 | Briggs Cunningham                                        | Briggs Cunningham William Kimberley      | Maserati Tipo 60          | Maserati 2.0 L I4        | 303  |
| 9    | S 2.0  | 26 | Standard Triumph                                         | Peter Bolton Keith Ballisat              | Triumph TR4S              | Triumph 2.0 L I4         | 284  |
| 10   | S 1.6  | 36 | Porsche System Engineering                               | Herbert Linge Ben Pon                    | Porsche 356B Abarth GTL   | Porsche 1.6 L Flat-4     | 284  |
| 11   | S 2.0  | 27 | Standard Triumph                                         | Les Leston Rob Slotemaker                | Triumph TR4S              | Triumph 2.0L I4          | 279  |
| 12   | GT 1.3 | 38 | Lotus Engineering                                        | William E.J. Allen Trevor Taylor         | Lotus Elite Mk14          | Coventry Climax 1.2 L I4 | 268  |
| 13   | GT 1.3 | 40 | Ecurie Edger                                             | Bernard Kosselek Pierre Messenez         | Lotus Elite Mk14          | Coventry Climax 1.2 L I4 | 267  |
| 14   | S 850  | 60 | Abarth & Cie                                             | Denis Hulme Angus Hyslop                 | Fiat-Abarth 850S          | Fiat 0.85 L I4           | 263  |
| 15   | S 2.0  | 25 | Standard Triumph                                         | Marcel Becquart Michael Rotschild        | Triumph TR4S              | Triumph 2.0L I4          | 262  |
| 16   | GT 1.6 | 34 | Sunbeam Talbot                                           | Peter Harper Peter Procter               | Sunbeam Alpine Harrington | Sunbeam 1.6L I4          | 261  |
| 17   | GT 2.0 | 28 | Equipe Chardonnet                                        | Jean-Claude Magne Georges Alexandrovitch | AC Ace                    | Bristol 2.0L I6          | 261  |
| 18   | S 850  | 53 | Automobiles Deutsch et Bonnet                            | Gérard Laureau Robert Bouharde           | DB HBR 4                  | Panhard 0.75 L Flat-2    | 257  |
| 19   | S 850  | 45 | Automobiles Deutsch et Bonnet                            | André Moynet Jean-Claude Vidilles        | DB HBR 5 Coupé            | Panhard 0.85 L Flat-2    | 243  |
| 20   | S 850  | 48 | Automobiles Deutsch et Bonnet                            | André Guilhaudin Jean-François Jaeger    | DB HBR 4 „Le Monstre”     | Panhard 0.85 L Flat-2    | 243  |
| 21   | S 850  | 47 | Automobiles Deutsch et Bonnet                            | Edgar Rollin René Bartholoni             | DB „Vitrine” Coupé        | Panhard 0.85 L Flat-2    | 239  |
| 22   | S 850  | 52 | Automobiles Deutsch et Bonnet                            | Jean-Claude Caillaud Robert Mougin       | DB HBR 5                  | Panhard 0.85 L Flat-2    | 237  |

## Nie ukończyli
| Poz. | Klasa  | Nr | Zespół                                               | Kierowcy                              | Nadwozie                     | Silnik                       | Okr. |
| ---- | ------ | -- | ---------------------------------------------------- | ------------------------------------- | ---------------------------- | ---------------------------- | ---- |
| 23   | GT 4.0 | 1  | Jean Kerguen                                         | Jean Kerguen Jacques Dewes            | Aston Martin DB4 GT Zagato   | Aston Martin 3.7L I6         | 286  |
| 24   | S 850  | 55 | Abarth & Cie                                         | Paul Condriller Carl Foitek           | Fiat-Abarth 700S             | Fiat 0.7L I4                 | 255  |
| 25   | S 3.0  | 17 | North American Racing Team (NART)                    | Pedro Rodríguez Ricardo Rodríguez     | Ferrari 250 TRI/61           | Ferrari 3.0L V12             | 305  |
| 26   | S 2.0  | 30 | Porsche System Engineering                           | Jo Bonnier Dan Gurney                 | Porsche 718/4 RS Coupe       | Porsche 1.7L Flat-4          | 262  |
| 27   | S 1.6  | 37 | Auguste Veuillet                                     | Pierre Monneret Robert Buchet         | Porsche 356B Abarth GTL      | Porsche 1.6L Flat-4          | 261  |
| 28   | GT 3.0 | 21 | Ecurie Chiltern                                      | John Bekaert Richard Stoop            | Austin-Healey 3000           | BMC 2.9L I6                  | 254  |
| 29   | S 850  | 54 | Roger Masson                                         | Roger Masson Paul Armagnac            | DB HBR 4                     | Panhard 0.7L Flat-2          | 208  |
| 30   | GT 1.3 | 39 | Lotus Engineering                                    | John Wyllie David Buxton              | Lotus Elite Mk14             | Coventry Climax 1.2L I4      | 193  |
| 31   | S 3.0  | 4  | Essex Racing Stable                                  | Roy Salvadori Tony Maggs              | Aston Martin DBR1/300        | Aston Martin 3.0L I6         | 243  |
| 32   | S 2.5  | 23 | Scuderia Ferrari                                     | Wolfgang von Trips Richie Ginther     | Ferrari Dino 246SP           | Ferrari 2.4L V6              | 231  |
| 33   | S 3.0  | 12 | Scuderia Ferrari                                     | Fernand Tavano Giancarlo Baghetti     | Ferrari 250 GT/TR SWB        | Ferrari 3.0L V12             | 163  |
| 34   | GT 3.0 | 16 | Scuderia Serenissima                                 | Maurice Trintignant Carlo Mario Abate | Ferrari 250 GT SWB           | Ferrari 3.0L V12             | 162  |
| 35   | S 1.0  | 43 | North American Racing Team (NART)                    | David Cunningham Ed Hugus             | O.S.C.A. Sport 1000          | O.S.C.A. 1.0L I4             | 125  |
| 36   | S 850  | 56 | Abarth & Cie                                         | Giorgio Bassi Giancarlo Rigamonti     | Fiat-Abarth 700S             | Fiat 0.7L I4                 | 111  |
| 37   | GT 1.3 | 35 | Sunbeam Talbot                                       | Peter Jopp Paddy Hopkirk              | Sunbeam Alpine               | Sunbeam 1.6L I4              | 130  |
| 38   | S 850  | 8  | Scuderia Serenissima                                 | Piero Frescobaldi Raffaele Cammarota  | Fiat-Abarth 700S             | Fiat 0.7L I4                 | 124  |
| 39   | S 3.0  | 5  | Border Reivers                                       | Jim Clark Ron Flockhart               | Aston Martin DBR1/300        | Aston Martin 3.0L I6         | 132  |
| 40   | GT 2.0 | 29 | Ecurie Lausannoise                                   | André Wicky Edgar Berney              | AC Ace                       | Bristol 2.0L I6              | 115  |
| 41   | S 850  | 51 | UDT / Laystall Racing Team                           | Cliff Allison Mike McKee              | Lotus Elite Mk14             | Coventry Climax FWMC 0.7L I4 | 102  |
| 42   | GT 3.0 | 18 | North American Racing Team R.R.C. Walker Racing Team | Stirling Moss Graham Hill             | Ferrari 250GT SWB            | Ferrari 3.0L V12             | 121  |
| 43   | GT 1.3 | 41 | Ecurie Los Amigos                                    | Jean-François Malle Robin Carnegie    | Lotus Elite Mk14             | Coventry Climax 1.2L I4      | 86   |
| 44   | S 850  | 50 | Automobiles O.S.C.A.                                 | Jean Laroche Colin Davis              | O.S.C.A. Sport 750           | O.S.C.A. 0.7L I4             | 85   |
| 45   | S 1.0  | 42 | Donald Healey Motor Company                          | John K. Colgate Jr. Paul Hawkins      | Austin-Healey Sprite Sebring | BMC 1.0L I4                  | 64   |
| 46   | GT 3.0 | 19 | North American Racing Team (NART)                    | George Arents George Reed             | Ferrari 250 GT SWB           | Ferrari 3.0L V12             | 76   |
| 47   | GT 3.0 | 15 | Écurie Francorchamps                                 | Lucien Bianchi Georges Berger         | Ferrari 250 GT SWB           | Ferrari 3.0L V12             | 60   |
| 48   | S 3.0  | 9  | Scuderia Serenissima                                 | Ludovico Scarfiotti Nino Vaccarella   | Maserati Tipo 63             | Maserati 3.0L V12            | 53   |
| 49   | S 1.0  | 46 | Ecurie Ecosse                                        | Ninian Sanderson Alan McKay           | Austin-Healey Sprite Sebring | BMC 1.0L I4                  | 40   |
| 50   | S 3.0  | 6  | Briggs Cunningham                                    | Walt Hansgen Bruce McLaren            | Maserati Tipo 63             | Maserati 3.0L V12            | 31   |
| 51   | S 2.5  | 22 | Ecurie Ecosse                                        | Tom Dickson Bruce Halford             | Cooper T57 Monaco Mk.II      | Coventry Climax 3.0L I4      | 32   |
| 52   | GT 4.0 | 3  | Essex Racing Stable                                  | Lex Davison Bib Stillwell             | Aston Martin DB4 GT Zagato   | Aston Martin 3.7L I6         | 25   |
| 53   | GT 4.0 | 2  | Essex Racing Stable                                  | Jack Fairman Bernard Consten          | Aston Martin DB4 GT Zagato   | Aston Martin 3.7L I6         | 22   |
| 54   | S 2.0  | 58 | Ted Lund                                             | Ted Lund Bob Olthoff                  | MG MGA Coupé                 | MG 1.8L I4                   | 14   |
| 55   | S 850  | 49 | Abarth & Cie                                         | Teodoro Zeccoli Jean Vinatier         | Fiat-Abarth 700S Spyder      | Fiat 0.7L I4                 | 15   |